# روبرت مودي
روبرت مودي هو رياضياتي كندي، ولد في 28 نوفمبر 1941 في المملكة المتحدة.